# Сазонів Олександр Порфирійович
Сазонів Олександр Порфирійович (1886 — ?) — старшина Дієвої армії УНР.

## Життєпис
Останнє звання у російській армії — підполковник.
З 27 червня 1919 року — у резерві старшин Головного управління Генерального штабу Дієвої армії УНР. Станом на 12 листопада 1919 року — начальник мобілізаційної комісії при штабі Кам'янець-Подільської залоги. 
Доля після листопада 1919 року невідома.